# 蜃気楼の舟
『蜃気楼の舟』（しんきろうのふね）は、2016年公開の日本の長編映画（上映99分）。東欧最大の映画祭で、世界七大映画祭に数えられるカルロヴィ・ヴァリ国際映画祭でフォーラム・オブ・インディペンデント・コンペティション部門に正式出品された。その後、シンガポール国際映画祭にも正式出品。

## 概要
ひきこもりの青年を描いた『今、僕は』（2009）で高い評価を受けた竹馬靖具の監督第2作となる同作は、ホームレスの老人たちを小屋に詰め込み、世話をする代わりに生活保護費をピンハネすることを生業とする「囲い屋」と呼ばれる若者を主人公に描いた人間ドラマ。監督とプロデューサーの自己資金で製作した自主映画でありながら、田中泯の出演、坂本龍一の楽曲がテーマ曲で使用されるなど話題を呼んだ。2016年1月、アップリンク配給により全国順次劇場公開。

## あらすじ
「壊れた老人は取り替える。ただそれだけのことだった」 
東京からホームレスの老人達を連れ去り、小屋に詰め込み、世話をする代わりに、その生活保護費をピンハネすることを生業にしている若者達を 「囲い屋」と呼ぶ。母を亡くし、父に捨てられた過去を持つ主人公の男は、友人に誘われたことがきっかけで、囲い屋で働いていた。ある日、それまでモノのように扱ってきたホームレスのひとりに、自らの父を発見する。男は導かれるように、浮浪者となった父を乗せ車を走らせる。現実と異世界を揺れ動くドライブの中で訪れた廃墟には、母親の幻影がさまよっていた。 そして、並行して描かれる、現実と幻想の狭間を航海する一艘の舟の意味するものとは．．．

## 出演者
- 男：小水たいが
- 老人：田中泯
- ミツオ：足立智充
- 青い服の女：小野絢子
- 白い服の女：竹厚綾
- 囲い屋で働く男：川瀬陽太
- 囲われる老人：三谷昇

## スタッフ
- 監督・脚本：竹馬靖具
- 撮影：佐々木靖之
- プロデューサー：竹馬靖具、汐田海平

## 出品
- 第50回カルロヴィ・ヴァリ国際映画祭 フォーラム・オブ・インディペンデント・コンペティション部門招待作品[2]
- 第26回シンガポール国際映画祭 ASIAN VISION部門招待作品[3]